# ناوچه سبک کلاس کاماس
ناوچهٔ سبک کلاس کاماس (به انگلیسی: Comus-class corvette) یک کلاس از کشتی به طول ۲۲۵ فوت (۶۹ متر) است.